# 1983年のNBAドラフト
1983年のNBAドラフトは、1983年度のNBAドラフト。1983年6月28日にニューヨークで開催された。リーグの23チームが10ラウンドで合計226人の選手を選出した。

## ドラフト指名
| PG | ポイントガード | SG | シューティングガード | SF | スモールフォワード | PF | パワーフォワード | C | センター |

| * | バスケットボール殿堂入り      |
| ^ | 現役プレーヤー                |
| S | NBAオールスター               |
| A | オールNBAチーム               |
| R | NBAオールルーキーチーム       |
| D | NBAオールディフェンシブチーム |
| C | NBAチャンピオン               |
| F | ファイナルMVP                 |
| # | NBAでのプレー経験なし         |
| M | シーズンMVP                   |

## 1巡目
| 指名順 | 選手名                             | 経歴 | 国籍           | 指名チーム                             | 出身校など               |
| ------ | ---------------------------------- | ---- | -------------- | -------------------------------------- | ------------------------ |
| 1      | ラルフ・サンプソン (C)             |      | アメリカ合衆国 | ヒューストン・ロケッツ                 | バージニア大学           |
| 2      | スティーブ・スティパノヴィッチ (C) |      | アメリカ合衆国 | インディアナ・ペイサーズ               | ミズーリ大学コロンビア校 |
| 3      | ロドニー・マクレイ (SF)            |      | アメリカ合衆国 | ヒューストン・ロケッツ                 | ルイビル大学             |
| 4      | バイロン・スコット (SG)            |      | アメリカ合衆国 | サンディエゴ・クリッパーズ             | アリゾナ州立大学         |
| 5      | シドニー・グリーン (PF)            |      | アメリカ合衆国 | シカゴ・ブルズ                         | ネバダ大学ラスベガス校   |
| 6      | ラッセル・クロス (C)               |      | アメリカ合衆国 | ゴールデンステート・ウォリアーズ       | パデューボイラーメイカー |
| 7      | サール・ベイリー (PF)              |      | アメリカ合衆国 | ユタ・ジャズ                           | アーカンソー大学         |
| 8      | アントワン・カー (PF)              |      | アメリカ合衆国 | デトロイト・ピストンズ                 | ウィチタ州立大学         |
| 9      | デイル・エリス (SG)                |      | アメリカ合衆国 | ダラス・マーベリックス                 | テネシー大学             |
| 10     | ジェフ・マローン (SG)              |      | アメリカ合衆国 | ワシントン・ウィザーズ                 | ミシシッピ州立大学       |
| 11     | デレック・ハーパー (PG/SG)         |      | アメリカ合衆国 | ダラス・マーベリックス                 | イリノイ大学             |
| 12     | ダレル・ウォーカー（SG）           |      | アメリカ合衆国 | ニューヨーク・ニックス                 | アーカンソー大学         |
| 13     | エニス・ワトリー（PG）             |      | アメリカ合衆国 | カンザスシティ・キングス               | アラバマ大学             |
| 14     | クライド・ドレクスラー (SG)        |      | アメリカ合衆国 | ポートランドトレイル・ブレイザーズ     | ヒューストン大学         |
| 15     | ハワード・カーター (SG)            |      | アメリカ合衆国 | デンバー・ナゲッツ                     | LSU                      |
| 16     | ジョン・サンドヴォールド (PG)      |      | アメリカ合衆国 | シアトル・スーパーソニックス           | ミズーリ大学             |
| 17     | レオ・ロウティンス (SF)            |      | カナダ         | フィラデルフィア・セブンティシクサーズ | シラキュース大学         |
| 18     | ランディ・ブリューワー（C）        |      | アメリカ合衆国 | ミルウォーキー・バックス               | ミネソタ大学             |
| 19     | ジョン・パクソン（PG）             |      | アメリカ合衆国 | サンアントニオ・スパーズ               | ノートルダム大学         |
| 20     | ロイ・ヒンソン（C）                |      | アメリカ合衆国 | クリーブランド・キャバリアーズ         | ラトガーズ大学           |
| 21     | グレッグ・カイト（C）              |      | アメリカ合衆国 | ボストン・セルティックス               | BYU                      |
| 22     | ランディ・ウィットマン             |      | アメリカ合衆国 | ワシントン・ウィザーズ                 | インディアナ大学         |
| 23     | ミッチェル・ウィギンス (SG)        |      | アメリカ合衆国 | インディアナ・ペイサーズ               | フロリダ大学             |
| 24     | スチュワート・グレンジャー (PG)    |      | カナダ         | クリーブランド・キャバリアーズ         | ビラノバ大学             |